# Binnenvaart labelsysteem
Het binnenvaart labelsysteem of binnenvaart emissie label werkt de afspraken uit die gemaakt zijn in het kader van de European Green Deal en de Verklaring van Mannheim en is bedoeld om de emissieprestatie van het betreffende binnenschip te duiden. Onder die emissieprestatie wordt hierbij zowel de CO2-uitstoot als de luchtverontreiniging van het schip begrepen. Het ontwerpen en uitwerken van het systeem gebeurt onder de verantwoordelijkheid van het Ministerie van Infrastructuur en Waterstaat door het Expertise- en InnovatieCentrum Binnenvaart (EICB). Het systeem is niet verplicht gesteld. 
In de praktijk gaat het om een label dat schepen indeelt met een combinatie van een letter- en een cijfer-waardering, A t/m E en 1 t/m 5, waarbij:
- A1 een schip is dat bijzonder weinig uitstoot heeft aan zowel CO2 en vervuilende stoffen als NOx, SOx en fijnstof;
- E5 een schip is dat het op beide fronten slecht doet.[3]

Het systeem is er op gericht om de schipper te belonen voor de inspanning voor het milieu via een beter label. Aangenomen is dat dit label van invloed kan zijn op:
- uitkeringen uit en bijdragen aan het verduurzamingsfonds
- toekenning op lokaal niveau van voordelen aan schepen met een betere emissieprestatie;
- het sluiten van vervoersovereenkomsten;
- financiering door banken en andere financieringsinstellingen;
- monitoring van de stand van zaken van de emissies in de binnenvaart.

Daarnaast is het bedoeld om de verduurzaming gemakkelijker te financieren. 
Bij de uitwerking wordt rekening gehouden met de parameters op het gebied van luchtkwaliteit met NOx, SOx en fijnstof en voor de emissie van broeikasgassen zoals CO2. Bij het onderzoek dat aan de invoering vooraf gaat wordt onderzocht op welke wijze de uitstoot van binnenvaartschepen in de praktijk het best kan worden gemeten. Het probleem daarbij is, dat de uitstoot van het hele schip van belang is en dat schepen in de sector binnenvaart niet alleen varende, maar ook stilliggend uitlaatgassen produceren. Zo wijst de Vereniging van Waterbouwers op het feit dat aan boord van de schepen naast de motoren voor de voortstuwing ook hulpmotoren in gebruik zijn, ook als zulke schepen niet van A naar B varen. 
Bij het onderzoek naar de emissies van de schepen kan gebruik gemaakt worden van de statistische gegevens van de hoeveelheid (rood gemerkte) brandstof via de “afvalbeheersbijdrage” voor de inzameling en verwerking van olie- en vethoudende scheepsafvalstoffen. Deze bijdrage, gebaseerd op het Scheepsafvalstoffenverdrag, wordt betaald bij de bunkering van gasolie en bedraagt € 7,50 per m3 gebunkerde gasolie.
Het Nederlandse ministerie van Infrastructuur en Waterstaat kondigde in 2023 aan, dat in 2030 de gehele Nederlandse binnenvaartvloot gemiddeld over label B zou moeten beschikken. De bijbehorende verplichting van het label  bleek echter juridisch niet haalbaar. Voorjaar 2024 hadden in Nederland pas zo'n 25 schepen vrijwillig een emissielabel aangevraagd. 

## Situatie in België
De Vlaamse Waterweg werkt, in samenwerking met de haven van Antwerpen en de binnenvaartsector aan een “Green Deal Binnenvaart”. Voorjaar 2022 is een bevraging gehouden, om tegen 2030 meer vergroening in de binnenvaart te realiseren.

## Europees niveau
De Centrale Commissie voor de Rijnvaart (CCR) onderzoekt de mogelijkheden voor een Europees emissielabel.